# Tercera Calle
La 3ª Calle Suroeste, o la 3ª Calle Sureste es una calle de sentido oeste y este que cruza la ciudad de Managua, Nicaragua.

## Trazado
La 3ª Calle, inicia desde la intersección con la 52.ª Avenida Sureste en el barrio Santa Rosa como la 3ª Avenida Sureste, pasando por numerosas calles, pero entre las intersecciones más importantes que atraviesa se encuentran el Bulevar Rubén Darío, la Avenida Cristian Pérez, Pista de La Resistencia, Avenida Pedro A. Flores, 16ªAvenida Sureste, 12ªAvenida Sureste, 10.ª Avenida Sureste, 5ª Avenida Sureste, hasta pasar por el punto cero, en la 1ª Avenida Suroeste o conocida como la Avenida Bolívar, pero antes pasa por la nueva Avenida Sandino, después pasa a llamarse como la 3ª Calle Suroeste, y entre las intersecciones que atraviesa se encuentra la 11.ª Avenida Suroeste y antes de terminar pasa por el barrio Javier Cuadra Gallegos, hasta culminar en la 33.ª Avenida Suroeste.

## Barrios que atraviesa
La avenida es una de las calles que atraviesa casi toda la ciudad de este a oeste, pasando por numerosos barrios, pero entre los más conocidos se encuentran los barrios Costa Rica, San Luis Sur,  Los Ángeles, Cervecería Los Ángeles, Santo Domingo, San José, Julio Buitrago, Javier Cuadra y el al extremo oeste el barrio El Cortijo.